# کوه کالنیک
کوه کالنیک (به لاتین: Kalnik) یک کوه است که در کرواسی واقع شده‌است. کوه کالنیک ۶۴۲ متر بالاتر از سطح دریا واقع شده‌است.